# Tatjana Wladimirowna Papilina
Tatjana Wladimirowna Papilina (russisch Татьяна Владимировна Папилина, engl. Transkription Tatyana Papilina; * 14. Januar 1967) ist eine ehemalige russische Leichtathletin, die sich auf den Sprint spezialisiert hat. Ihren größten Erfolg feierte sie mit dem Vizehalleneuropameistertitel über 200 Meter im Jahr 1988 in Budapest.

## Sportliche Laufbahn
Erste internationale Erfahrungen sammelte Tatjana Papilina vermutlich im Jahr 1985, als sie bei den Leichtathletik-Junioreneuropameisterschaften in Cottbus in 24,15 s den siebten Platz im 200-Meter-Lauf belegte und mit der sowjetischen 4-mal-100-Meter-Staffel in 44,49 s die Silbermedaille gewann. 1988 gewann sie bei den Halleneuropameisterschaften in Budapest in 22,79 s die Silbermedaille über 200 Meter hinter der Polin Ewa Kasprzyk. Im Jahr darauf belegte sie bei den Halleneuropameisterschaften in Den Haag in 23,80 s den fünften Platz und im August belegte sie bei der Sommer-Universiade in Duisburg in 23,25 s ebenfalls den fünften Platz über 200 Meter und gewann mit der Staffel in 43,25 s die Silbermedaille hinter dem Team aus den Vereinigten Staaten. Anschließend wurde sie beim IAAF World Cup in Barcelona in 42,76 s mit der Auswahlstaffel Europas über 4-mal 100 Meter. 1991 wurde sie bei den Studentenweltspielen in Sheffield in 24,10 s Achte über 200 Meter und beendete daraufhin ihre aktive sportliche Karriere im Alter von 24 Jahren.
1989 wurde Papilina sowjetische Meisterin im 200-Meter-Lauf.

## Persönliche Bestleistungen
- 100 Meter: 11,1 s (+0,1 m/s), 5. August 1989 in Ternopol
  - 60 Meter (Halle): 7,18 s, 25. Februar 1989 in Moskau
- 200 Meter: 22,7 s, 2. Juni 1989 in Rjasan
  - 200 Meter (Halle): 22,79 s, 6. März 1988 in Budapest